# Falerone
Falerone és un comune (municipi) de la província de Fermo, a la regió italiana de les Marques, al sud-est d'Urbisaglia.

## Història
De l'antiga ciutat (anomenada Falerio) no se sap gairebé res, excepte per les inscripcions. Per les restes dels seus edificis, sembla que va ser un centre d'una certa importància al Picè.
Probablement va ser fundada com a colònia per Cèsar August després de la seva victòria a Actium. En temps de Domicià va sorgir una qüestió entre els habitants de Falerio i Firmum sobre les terres que havien estat retirades del territori d'aquest darrer (que va ser recolonitzat pels triumvirs) i, encara que no es van distribuir als nous pobladors, no havien estat retornades a la gent de Firmum. L'emperador, per un rescripte, del qual es va trobar una còpia en bronze a Falerio, va decidir a favor de la gent de Falerio, permetent que els ocupants d'aquesta terra romanguessin com a propietaris.
A l'antiguitat tardana la ciutat va decaure, i a l'edat mitjana va seguir la història dels senyorius locals.

## Principals llocs d'interès
Importants restes d'un teatre de formigó revestit amb maó, erigit, segons una inscripció, l'any 43 aC, i de 49 metres de diàmetre. Es van excavar el 1838 i encara són visibles. També existeix un amfiteatre, no gaire ben conservat. Entre els dos hi ha un dipòsit d'aigua (anomenat Bagno della Regina) connectat amb restes de banys.